# Iráni nyelvek
Az iráni nyelvek (régiesen iranoárja nyelvek) az indoeurópai nyelvcsaládon belül az indoiráni nyelvekhez tartoznak. 2008-as becslés alapján kb. 150 millió ember beszéli anyanyelvként e nyelvek valamelyikét, míg további 30-50 millió második nyelvként. Főleg Ázsiában beszélik.
Az Ethnologue nyelvkatalógus alapján 86 iráni nyelv létezik, ezekből a legnagyobbak a perzsa, pastu, kurd és a beludzs. Az iráni nyelvek beszélői többségében muzulmánok, ugyanakkor jelentős keresztény és egyéb vallású populáció is van köztük. Az oszétok többsége például ortodox keresztény, a kurdok egy kisebb része pedig jazidi vallású.

## Történelem

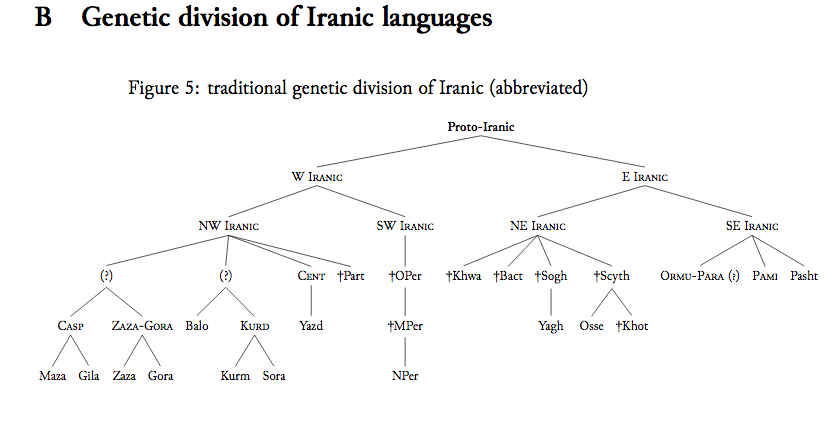
Az iráni nyelvek származási felosztása

Történelmi felosztás alapján 3 csoportja: 
- óiráni (Kr. e. 400-ig),
- közép-iráni (Kr. e. 400 - Kr. u. 900),
- új iráni (900-tól kezdve).

Az óiráni csoportba tartozik az óperzsa és az aveszta. A közép-irániba a pártus és a baktriai.
Az ókorban az iráni népeknek nagy szerepük volt a kulturális életben. Írásbeliségük az Óperzsa Birodalom fennállása alatt vette kezdetét, amikor az óperzsa ékírás (betűírás) kialakult, pl. Dareiosz (Dárius) király biszotuni felirata. De ezt a nehézkes írást az óperzsa birodalom közigazgatásában nem tudták használni, helyette az arámi írást alkalmazták arámi anyanyelvű írnokokkal és fordítókkal. Az óiráni nyelvek egyike volt a méd, amelynek állami-közigazgatási terminológiáját átvették az óperzsa államigazgatás tisztviselői. A többi óiráni népeknek más-más írásuk volt, így a szogdok az arámi írás változatát használták (szogd ábécé) és adták tovább más népeknek, így a mongoloknak. Óiráni az avesztai nyelv, a Kr. e. 1. évezred második felében a zoroaszteri vallás nyelve, amely a középperzsa ábécével került lejegyzésre a 4. században.
A középiráni vagy pehlevi nyelvek közé tartozik a középperzsa, amelyet módosított arámi ábécével írtak, a párthus (pártus), a horezmi (hvárizmi) nyelv (az i. e. 2. századtól a 15. századig az Amu-darja alsó folyásánál), amelyet a 8. századtól kezdve az iszlám felvétele után arab betűkkel írtak és az alán nyelv, amelynek folytatása az oszét és a mai, illetve a középkori jász.  (A jászok a 13. században települtek a Magyar Királyság területére, de elmagyarosodtak és nyelvük a 16. században kihalt.)
Az ó- és a középiráni nyelvekből a finnugor szókincsbe került szavak: árva, méz, szarv, száz stb.  A magyar nyelvbe kerültek: tej, tehén, vár, város, szekér, ezer; az alán nyelvből pedig: egész, gazdag, kard, méreg, üveg, verem, zöld stb.
A szarmata és szittya (szkíták) népek, az ókori Eurázsia lakói, irániak voltak, de nyelvükből nem maradtak fenn szövegemlékek.

## Fő nyelvek
| KELETI CSOPORT (kb. 35 millió ember) - Északkelet-iráni nyelvek - aveszta (kihalt) - szkíta (kihalt) - Szaka típusú nyelvek - khotáni szaka - tumsuki szaka - déli szaka - hsziungnu - kusán vagy jüecsi - oszét (Oroszország, Grúzia) - szogd (kihalt) - jagnobi - hvárezmi (kihalt) - baktriai (kihalt) - hürkániai (kihalt) - Délkelet-iráni nyelvek - pamíri - pastu (Afganisztán, Pakisztán) |  | NYUGATI CSOPORT (kb. 115 millió ember) - Északnyugat-iráni nyelvek - dari (Afganisztán) - beludzs (Pakisztán, Irán) - dzsilaki - kurd (Törökország, Irak, Irán, Szíria stb.) - pártus (kihalt) - tabari - talis - zazaki - Délnyugat-iráni nyelvek (perzsa nyelvek) - újperzsa vagy fárszi (Irán) - tádzsik - bukhori - óperzsa (kihalt) - középperzsa vagy pehlevi (kihalt) - luri (Irán) - tat |  |

## Fordítás
- Ez a szócikk részben vagy egészben  az   Iranische Sprachen című német Wikipédia-szócikk fordításán alapul.  Az eredeti cikk szerkesztőit annak laptörténete sorolja fel. Ez a jelzés csupán a megfogalmazás eredetét és a szerzői jogokat jelzi, nem szolgál a cikkben szereplő információk forrásmegjelöléseként.
- Ez a szócikk részben vagy egészben  az   Iranian languages című angol Wikipédia-szócikk fordításán alapul.  Az eredeti cikk szerkesztőit annak laptörténete sorolja fel. Ez a jelzés csupán a megfogalmazás eredetét és a szerzői jogokat jelzi, nem szolgál a cikkben szereplő információk forrásmegjelöléseként.